# Catapagurus imperialis
Catapagurus imperialis is een tienpotigensoort uit de familie van de Paguridae. De wetenschappelijke naam van de soort is voor het eerst geldig gepubliceerd in 2001 door Asakura.